# بايديا
بايديا (paideia) مصطلح من أصل يوناني يستخدم للإشارة إلى نموذج مثالي للتعليم والتكوين العالمي للإنسان ، وفقًا للنماذج الموروثة من العصور القديمة الكلاسيكية. وتعني بشكل عام التعليم الذي يشمل المعارف كلها.

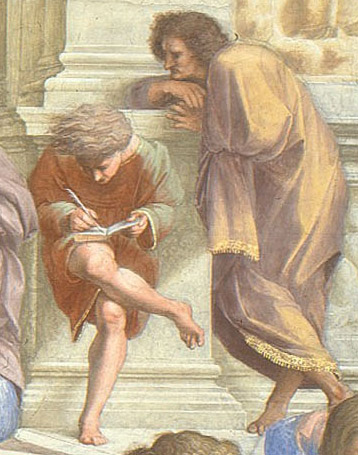
تلميذ ومعلم ، تفاصيل من مدرسة رافائيل في أثينا (1509)